# Budynek przy ul. 9 Maja 1 w Braniewie
Budynek przy ul. 9 Maja 1 – zabytkowy budynek mieszkalny w Braniewie, pochodzący z początku XX wieku, położony na styku placu Piłsudskiego, ulicy 9 Maja i Przemysłowej.
Budynek został zbudowany ok. 1905 roku. Jest murowany z cegły, usytuowany narożnikowo zwartej pierzei ulicy 9 Maja, tworzonej przez kamienice o numerach 1, 3, 5, 7, 9, 11. Budynek jest dwukraktowy, trzykondygnacyjny, podpiwniczony; zbudowany na planie litery L. Narożnik budynku jest w przyziemiu ścięty, boniowany. Na wysokości drugiej i trzeciej kondygnacji narożnik w formie wykusza. Wykusz jest jednoosiowy zwieńczony dachem wieżowym z dwiema iglicami. Budynek nakryty jest dachem mansardowym z czterema lukarnami na poddaszu.
Około 2015 została odnowiona elewacja budynku. Jest wpisany do wojewódzkiej ewidencji zabytków.

## Galeria zdjęć

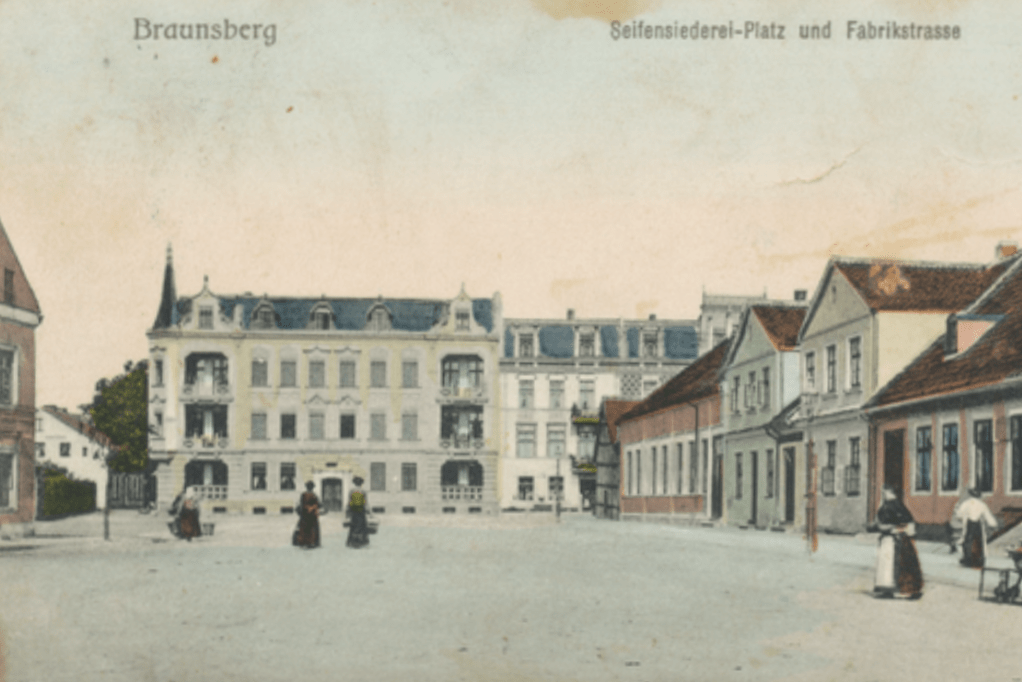
Najstarszy znany widok, ok. 1906
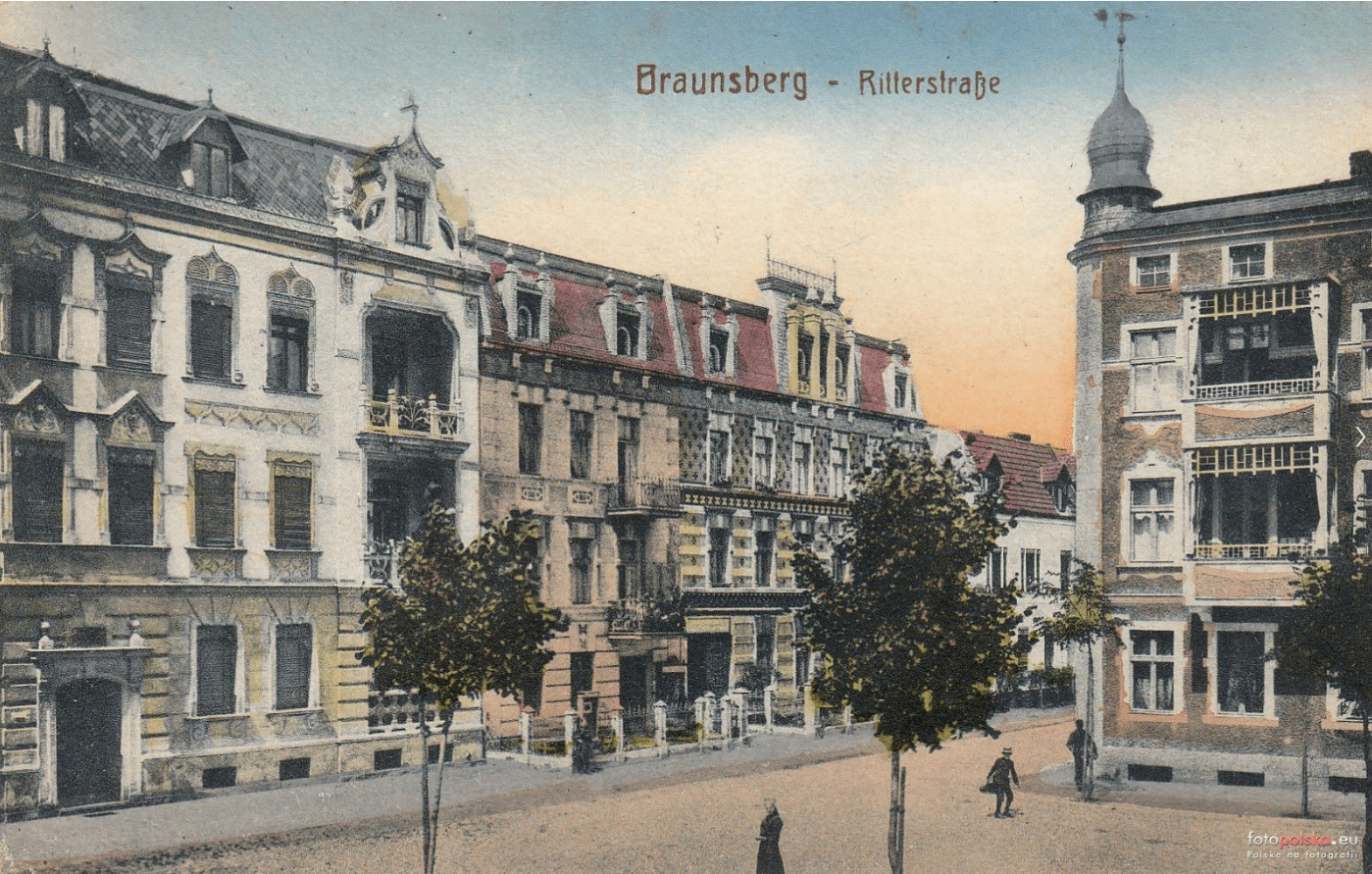
Druga dekada XX w.
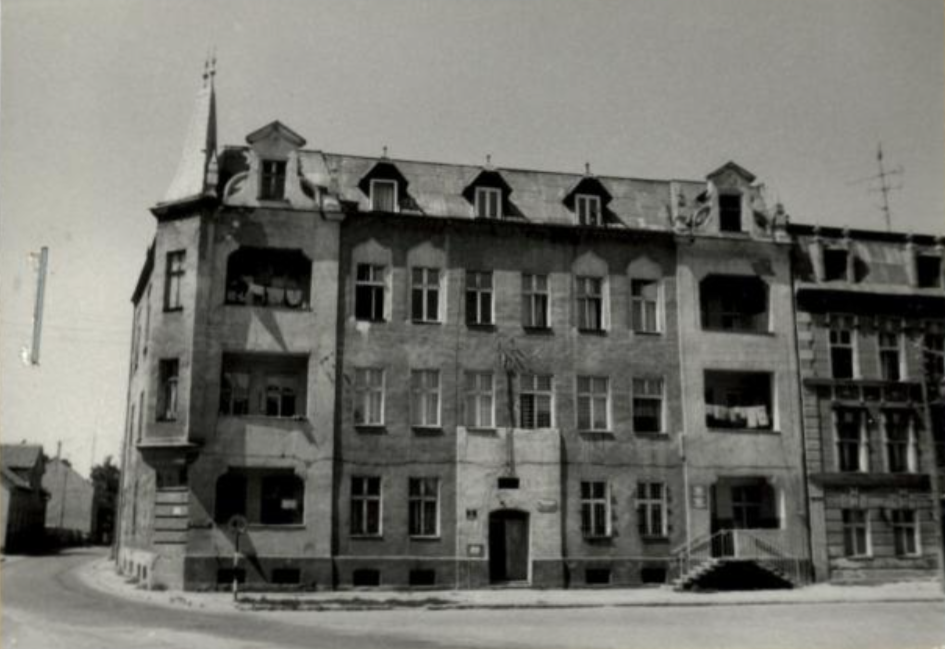
Rok 1989
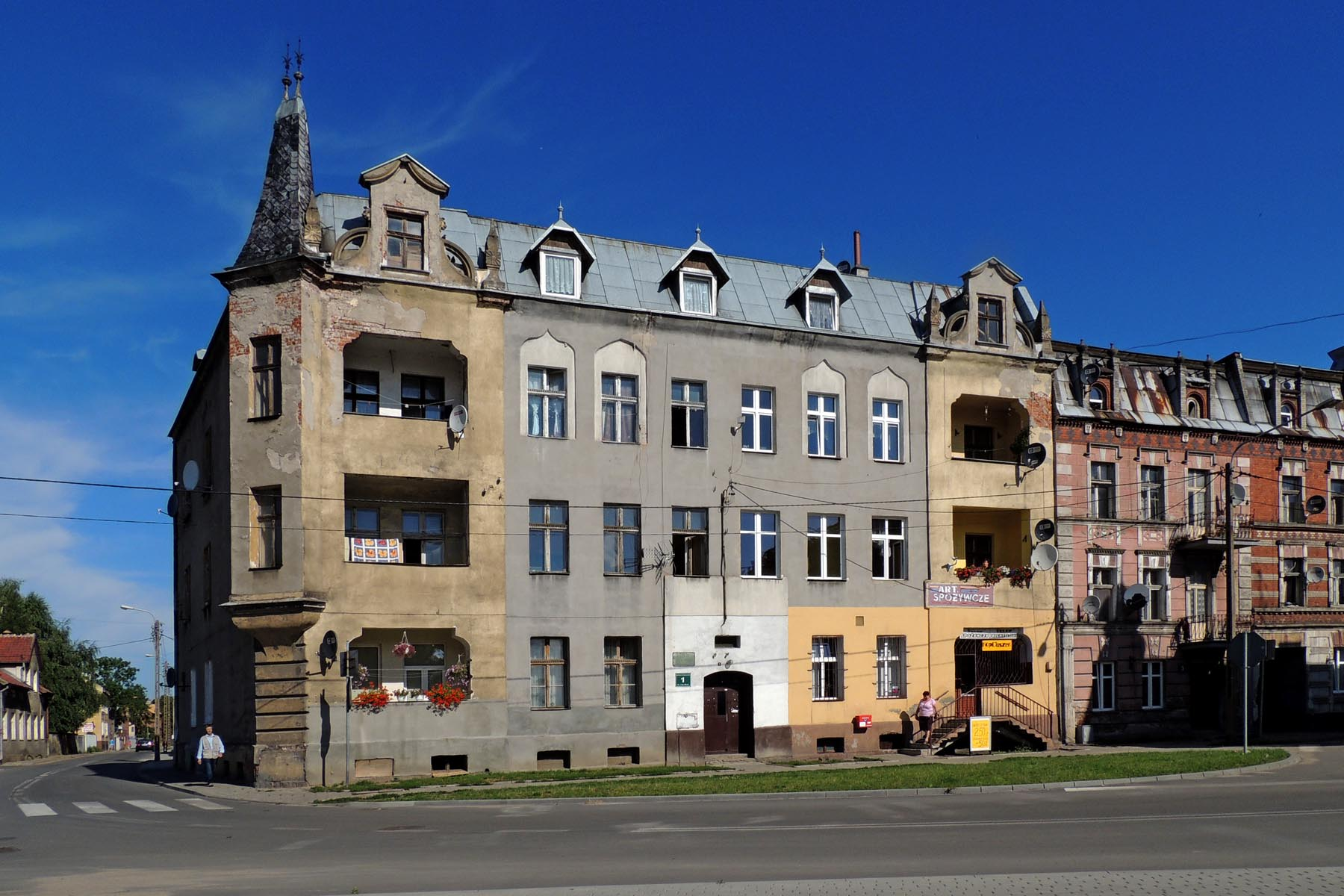
Rok 2013
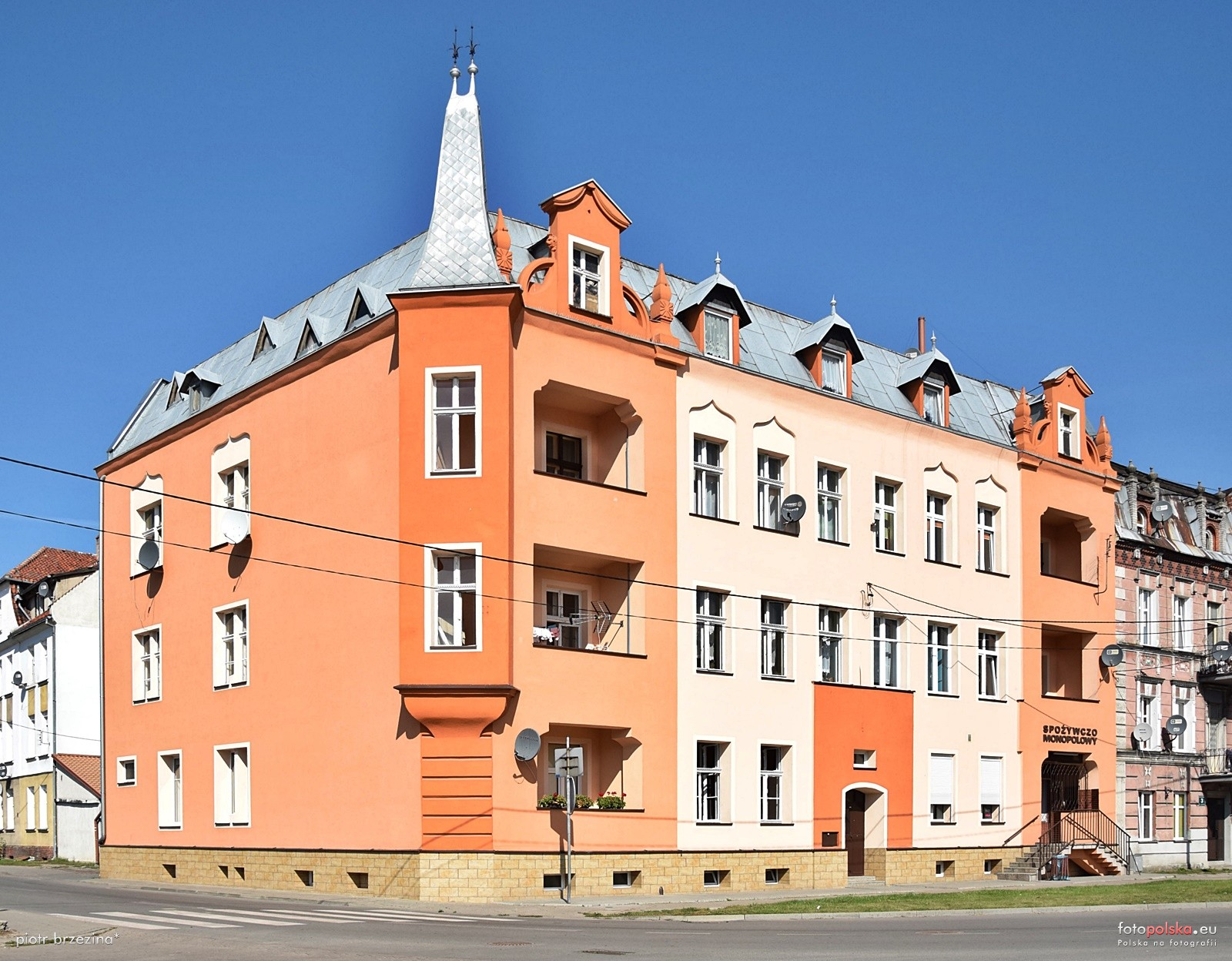
Rok 2016
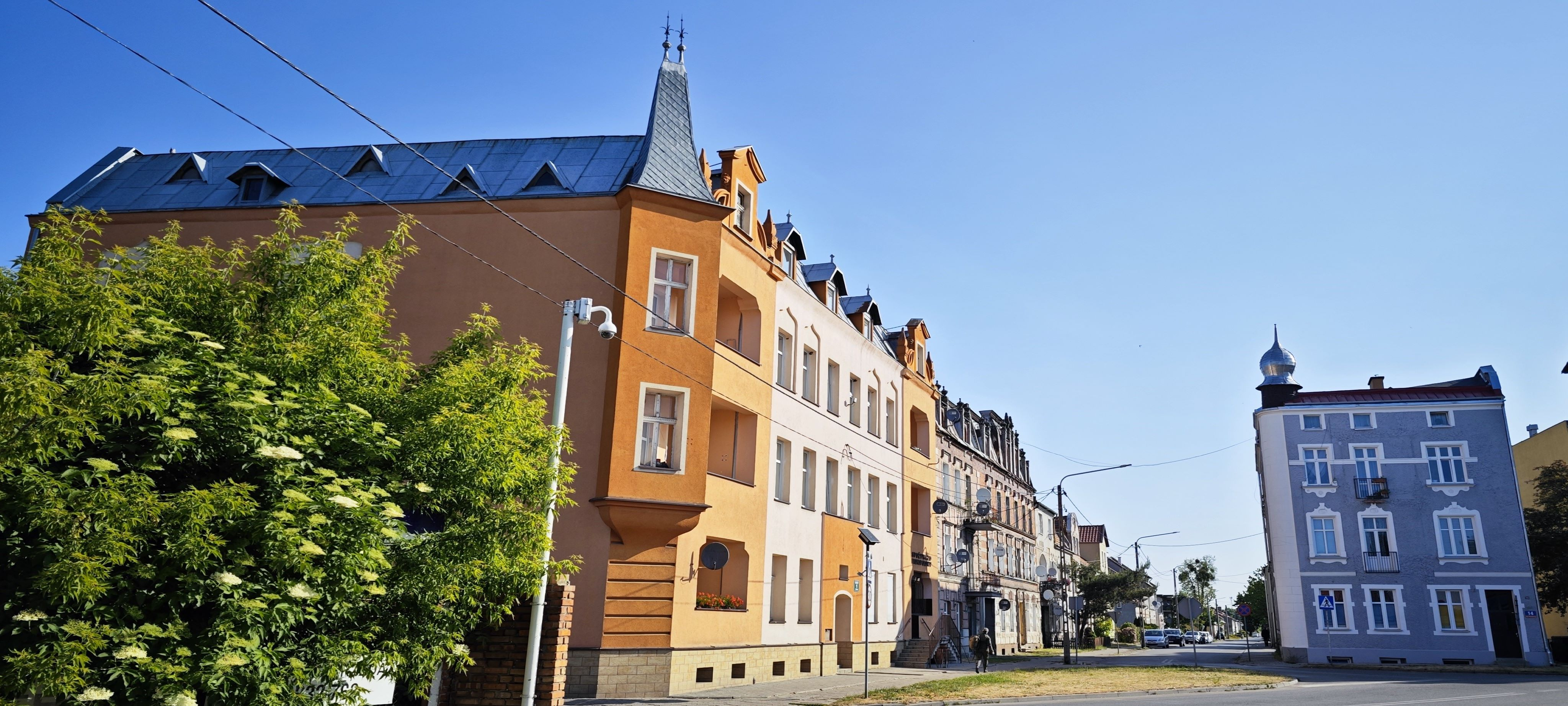
Rok 2023